# Colegio de los Manriques
El antiguo Colegio de Santiago o de los Caballeros Manriques o de los Manriques de Alcalá de Henares se fundó en 1551 como un colegio menor secular de la Universidad de Alcalá y se clausuró en 1843. Su edificio tras diversas ocupaciones, como cuartel militar y prisión para hombres, fue demolido y su solar es desde 2008 parte del nuevo edificio del Parador de Alcalá de Henares.
El Colegio Menor de Santiago fue, junto con el Colegio Menor de San Felipe y Santiago o del Rey, uno de los dos colegios para nobles que hubo en la Universidad de Alcalá.

## Historia
Lo fundó en 1551 don García Manrique de Lara y Luna, clérigo de la diócesis de Burgos, tesorero y canónigo de la iglesia de Toledo, capellán de honor del rey y arzobispo electo de Tarragona. Quiso erigir un colegio y capilla para que los miembros de su familia con el apellido Manrique, y preferentemente los hijos de los caballeros de su casa, fueran a estudiar a las distintas facultades de la Universidad de Alcalá. A este carácter nobiliario que tendría la fundación, iría unido el eclesiástico, dos rasgos fundamentales indicados en las disposiciones testamentarias de don García. En su testamento, fechado el 5 de marzo de 1570 en Alcalá de Henares, dispuso que hubiese en el Colegio un rector que había de ser sacerdote, presbítero, doctor en teología o licenciado en leyes o en cánones; no era necesario que perteneciera a su familia, teniendo que ser “hijodalgo por los cuatro costados”. Quiso que viviesen en el Colegio doce colegiales, un capellán, un sacristán, un criado para el rector, tres familiares (un repostero, un despensero y un cocinero) y un muchacho para barrer y limpiar la casa. Dejaba como patronos al Duque de Nájera y a sus sucesores.
Para llevar a cabo su realización, a finales del año 1565 elevó don García Manrique de Luna una propuesta al rector y Capilla del Colegio Mayor de San Ildefonso, pidiendo le fuera concedido sitio y lugar para erigir el colegio por una renta de 200.000 maravedíes. A lo largo de casi dos años insistirá en su petición en varias ocasiones, manifestando que para hacerlo tiene facultad de Su Santidad. Finalmente, en octubre de 1567 se aprueba en capilla su petición, acordando el Colegio Mayor darle para su instalación unas casas que solían llamar el “Colegio de Serna”, situadas en la calle de Roma, junto al Colegio-convento de los Mercedarios Calzados.
El Colegio Mayor de San Ildefonso finalmente cede a don García Manrique de Luna dicho sitio y casas, con todo lo que en él hay construido, por una renta anual de 8.000 maravedíes, pagados en dos plazos de 4.000 maravedíes, cada uno, el día de Navidad y el de San Juan. Acordado por las dos partes, se firman las escrituras, otorgadas en Alcalá, el 28 de octubre de 1567, ante Juan de Ayllón.
En un año tenía que comenzar a construirse el edificio, que habría de ser a costa de don García, advirtiéndose expresamente que siempre estaría bien labrado y reparado, por él o por sus sucesores. 
Desde el punto de vista docente, se confirmaba expresamente que todas las personas que vivían en dicho Colegio, colegiales y capellanes, estaban bajo la jurisdicción del rector de la Universidad y necesitan su permiso para poder leer lección pública allí, asistiendo a ella estudiantes.
El rector del Colegio de los Manriques tenía que ser sacerdote y su elección corría a cargo del abad de la Magistral. Los visitadores que debían vigilar la buena marcha del Colegio eran el rector del Colegio de San Bernardo y el prior del Colegio-Convento de la Madre de Dios. Su primer rector fue el licenciado Gabriel Ramírez de Robles, a petición del fundador, por la amistad y mercedes que tuvo con él durante su estancia en Alcalá. Nombró administrador del Colegio a su criado Juan de Fuentes.

Si quedaba vacante una cátedra o regencia en la Universidad, a la hora de opositar los colegiales Manriques sólo podían hacerlo seis, el mismo número que dispuso como mínimo podía albergar el Colegio.
Don García Manrique de Luna muere en 1576, a los 64 años, siendo obispo de Tarragona. Por este tiempo, la fábrica de su Colegio estaba prácticamente terminada y es probable que el fundador viera hecho realidad su proyecto.
El Colegio de los Manriques estuvo desempeñando su labor docente durante los siglos XVI al XIX. Sin embargo con el paso del tiempo, desapareciendo las motivaciones que dieron lugar a su fundación, y como institución dependiente de la Universidad de Alcalá, sigue paralelamente su misma trayectoria, reduciendo el número de sus miembros y acabando en franca decadencia. 
En 1803 la comunidad colegial se trasladó al edificio del antiguo Colegio de los Manchegos. Vicente de la Fuente nos dice que en 1830 había un rector y un colegial, y poco después se redujo sólo al rector. Se clausuró definitivamente por Real Orden de 4 de noviembre de 1843.
En 1803 el edificio del Colegio fue ocupado por la Academia de Artillería, pero al no ajustarse a sus necesidades se cedió finalmente al Ministerio de Gracia y Justicia para correccional, siendo posteriormente demolido. En un plano de 1870 aún aparece reflejada su planta.
A finales del siglo XX se cerró el presidio. Y tras unos años de abandono del edificio, se decidió ampliar el Parador de Alcalá de Henares, que desde 1929 disponía de la "Hostería del Estudiante" (en el Colegio de San Jerónimo o Tilingüe, restaurante situado en enfrente del Colegio de Santo Tomás). En octubre de 2008 empezó a funcionar como hotel, siendo su inauguración oficial como Parador de Turismo de España el 23 de julio de 2009 por el entonces presidente del gobierno José Luis Rodríguez Zapatero.

## Edificio

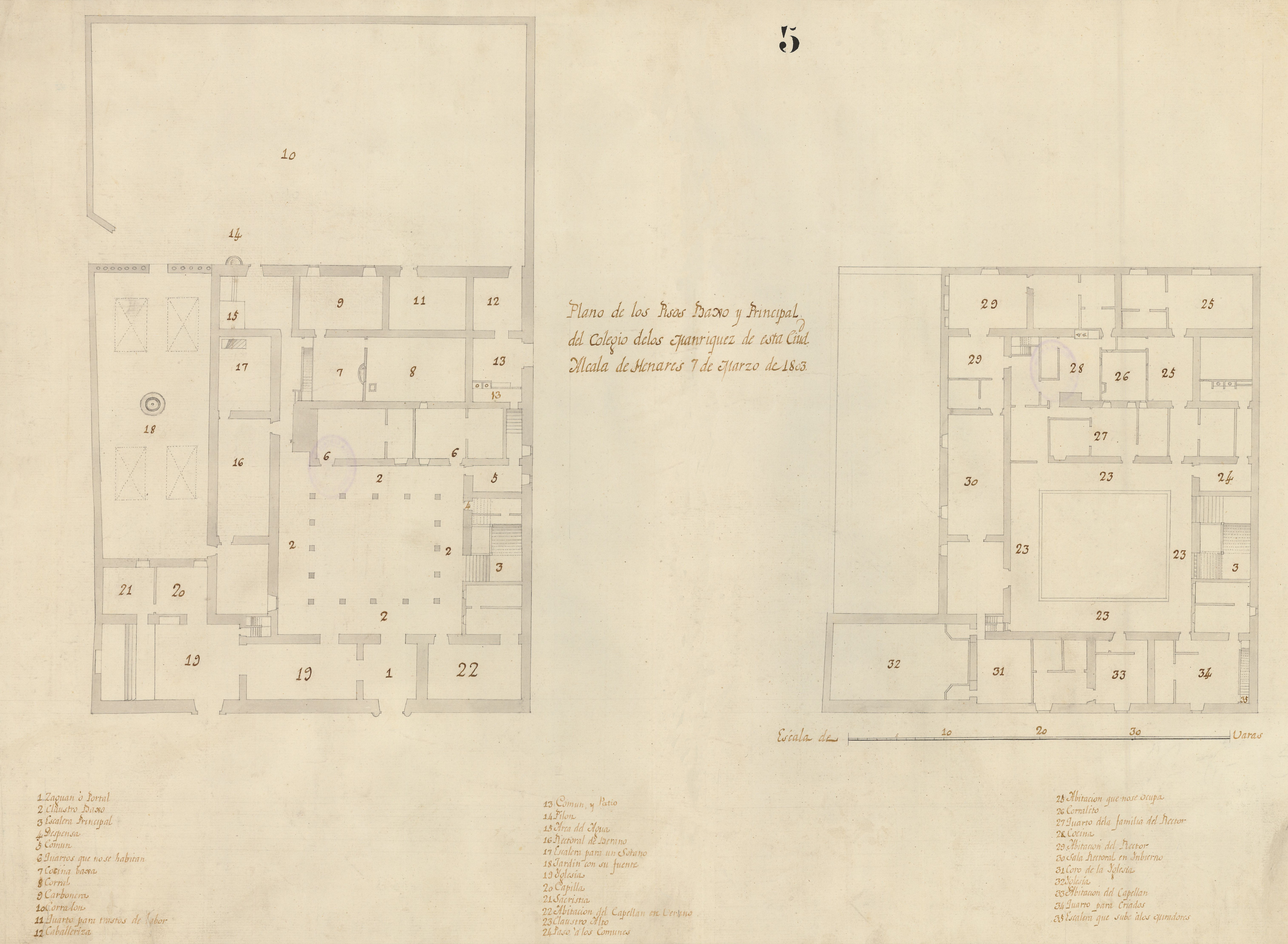
Plano de los pisos bajo y principal del Colegio de los Manriques en 1803

Se asentaron en unas casas y en el antiguo Colegio de Serna situados en la calle de Roma (actual calle de los Colegios), entre los colegios de Mercedarios Calzados y de Dominicos de Santo Tomás, sobre los que construyeron su capilla (1567-1674) llamada del Santísimo Crucifijo, donde se enterró al fundador tras su muerte en 1576, y el Colegio (1576-1646). 
Esa ubicación lindaba con dos solares que igualmente eran del Colegio Mayor, y los tenía dado en alquiler a Cristóbal Santisteban, vecino de la villa. A finales de 1567 y principios del siguiente año los compraría don García para incorporarlos a lo adquirido anteriormente, pagando al año 40 reales y cuatro gallinas vivas, en dos plazos, de medio en medio año. 
Posteriormente en 1605 adquieren del Colegio Mayor, otros solares por 4.000 reales de censo perpetuo. Estaban situados entre el propio Colegio de los Manriques y el Monasterio de la Merced, a espaldas, y se obligaban a no edificarlos ya que eran para hacer una huerta para el servicio del colegio.
El edificio se levantó sobre los solares de Santisteban, quedando el resto, casas, patios y corrales, que constituían el antiguo Colegio de la Serna, para aposentos de estudiantes. Al mismo tiempo que la construcción del colegio, la vida escolar iba transcurriendo en los “patios viejos”, el antiguo Colegio de Serna, donde vivían los estudiantes.
En 1803 el edificio fue convertido en cuartel. Observando en un plano de ese año, conservado en el Archivo Histórico Militar, que en su edificio principal estaban las dependencias representativas del Colegio como son la capilla, el aposentos del rector, las aulas, servicios, etc. Su estructura responde a un esquema muy frecuente en la arquitectura conventual y colegial de los siglos XVI y XVII, que era la habitual en Alcalá de Henares.
El Colegio de Manriques y su aledaño, el Colegio de los Mercedarios Calzados, fueron demolidos a finales del siglo XIX o principios del XX, por el mal estado de conservación después de la invasión francesa. En su solar fueron construidas posteriormente unas casas destinadas al personal funcionario de dependencias penitenciarias en los años 1940-1950. En la actualidad, sobre su solar se sitúan la entrada y el vestíbulo del moderno Parador de Alcalá de Henares.

## Colegiales

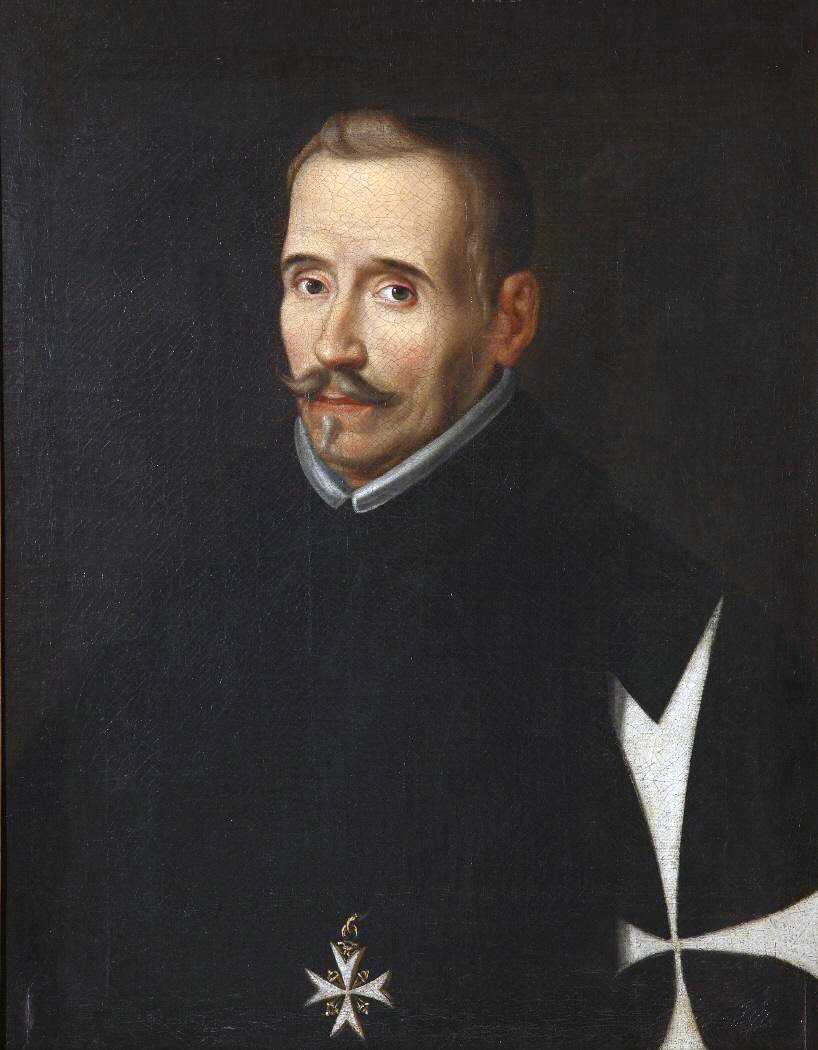
Lope de Vega (atribuido a Eugenio Cajés, hacia 1627)

Estaba preparado para que en él residieran hasta 12 colegiales elegidos entre cinco de las casas de los Manrique, sin embargo, nunca hubo más de cuatro estudiantes a la vez. Los colegiales debían llevar el apellido Manrique y expresar a su ingreso la limpieza de sangre, permitiéndoles las constituciones que tuvieran un criado que pernoctase en el colegio con su amo, pagando para su manutención treinta ducados al año. Además, debían saber latín y mantener una disciplina parecida a la que observaban los del Colegio Mayor de San Ildefonso. El duque de Nájera era su protector y, por tanto, tenía potestad para enviar dos colegiales. En este colegio no se aceptaban porcionistas.
Sus colegiales vestían con un manto negro sin beca, y con una banda pendiente del hombro. En las constituciones había una cláusula peculiar, la obligación de que los colegiales supieran cantar: 

"a lo menos canto llano, le encargo cuan encarecidamente puedo (al rector) que se lo haga mostrar y que en este Colegio haya quien lo muestre y a los señores Visitadores, que yo dejo de este mi Colegio, les suplico que hagan guardar eso, pues han de servir en la Capilla Real y a otras partes a donde holgaran de saberlo".

- Lope de Vega (1562-1635) fue su miembro más conocido, aunque no como colegial, cursó estudios cuatro años (1577-1581) pero no logró ninguna titulación, por lo que sus protectores dejaron de costearle los estudios.[10]
- Juan Hurtado de Mendoza y Manrique fue tesorero y maestre-escuela de Cuenca. Inquisidor de Zaragoza, de Sevilla y de la Suprema.[11]
- Dionisio Pérez Manrique de Lara (1599-1678) fue un noble y jurista aragonés que desempeñó varios cargos en la América colonial, entre otros el de Presidente de la Real Audiencia de Santa Fe de Bogotá.
- Enrique de Peralta y Cárdenas (1603-1679) fue obispo de Palencia, de Almería y arzobispo de Burgos.
- Manuel de León Marchante (1631-1680) fue capellán del Colegio, y destacó como poeta y dramaturgo.
- José María Vaca de Guzmán (1744-ca.1816) fue rector perpetuo del Colegio; abogado y poeta neoclásico.[12]

## Enlaces relacionados
- Wikimedia Commons alberga una categoría multimedia sobre el Colegio de los Manriques.

- Datos: Q28033071
- Multimedia: Colegio de los Manriques (Alcalá de Henares) / Q28033071